# 조각 (정치)
조각(組閣, cabinet formation)은 내각책임제에서 총리 및 각료를 선발해서 내각을 꾸리는 과정이다. 제1당이 절대다수당이 아닌 경우, 정당들 간에 연정을 구성하는 과정 역시 조각 과정에 포함되기도 한다. 대개 총선거 이후 조각이 이루어지지만, 내각불신임 결의 이후 새 내각을 조각할 수도 있다.